# 다카타마역
다카타마역(일본어: 高擶駅)은 일본 야마가타현 덴도시에 위치한 동일본 여객철도 오우 본선의 철도역이다. 단선 승강장 1면 1선 구조의 지상역이며, 야마가타 선 구간에 포함된다.

## 역 주변
- 야마가타 현 종합 운동 공원
- 야마가타 현 종합 교통 안전 센터
- 우요가쿠엔 단기대학

## 역사
- 1952년 3월 5일 : 개업.
- 1987년 4월 1일 : 일본국유철도 분할 민영화에 의해, 동일본 여객철도가 승계.
- 1999년 : 현재의 역사 완성.

## 인접 역
| 동일본 여객철도 오우 본선 | 동일본 여객철도 오우 본선 | 동일본 여객철도 오우 본선 |
| ------------------------- | ------------------------- | ------------------------- |
| 우루시야마 야마가타 방면  | ■ 야마가타 선             | 덴도 신조 방면            |